# Peter Nagy (Regisseur)
Peter Nagy (* 10. Jänner 1955 in Wien) ist ein österreichischer TV-Regisseur und Produzent.

## Leben
Nach dem Besuch des Gymnasiums Wasagasse und der Matura belegte Nagy ein Studium der Publizistik und Kommunikationswissenschaften an der Universität Wien. Anschließend war er beim ORF Burgenland als Radio-Ombudsmann tätig und schuf Radio- und TV-Features. Ab 1979 war er bei der Redaktion und Moderation der ORF-Jugendsendung OKAY beschäftigt. Er führte Interviews mit Größen der Musikbranche und beteiligte sich an der Gestaltung von Musikvideos. 1987 wurde er CVD der Seitenblicke, wechselte jedoch ein Jahr später zur Jugend- und Musiksendung X-Large und arbeitete dort als Redakteur und Regisseur. 1989 war er als Gestalter für die Jolly Joker-Dokumentationen auf ORF 2 tätig.
Zusammen mit der TV-Moderatorin Barbara Stöckl ist er Eigentümer und Geschäftsführer der Firma KIWI-TV Filmproduktionsges.m.b.H. Peter Nagy lebt in Wien und im Burgenland, ist verheiratet mit der Journalistin Claudia Tebel-Nagy und Vater von zwei Töchtern.

## Auszeichnungen
Nagy erhielt 2005 einen Amadeus Austrian Music Award für Regie DVD Falco live auf der Donauinsel.

## Regiearbeiten (Fernsehen)
- X-Large
- Live Regisseur am Donauinselfest
- Fendrich und Falco beim Donauinselfest
- Zillertaler Schürzenjäger Open Air
- Oh du mein Österreich
- 2 in Österreich
- Alle 9
- Glückskind
- Schiejok täglich
- Live Regie Joe Cocker in der Cselley Mühle
- Rod Stewart in Klagenfurt
- Klostertaler Vorarlberg
- Versteckte Kamera
- Ostbahnkurti diverse Produktionen
- Tina Turner im P1
- Gestalter Jolly Joker
- Top Spot (1995–2010)
- Wir sind Europa / Die ORF Europashow
- Help-TV (1994–2007)
- Ist da jemand? / Licht ins Dunkel Gala (2004–2007)
- Gottschalk in Salzburg mit Thomas Gottschalk
- Bei Stöckl (2003–2005)
- Amadeus Awards (2005–2010)
- Stöckl am Samstag (2008–2012) ORF 2
- Stöckl live (2008 – heute) ORF 2
- Bewusst Gesund (2010 – heute) ORF 2
- Science Talk (2012 – heute) ORF 3
- Gipfel-Sieg (2012 – heute) ORF 3
- Stöckl. (2013 – heute) ORF 2